# Алгоритмическая закупка рекламы
Алгоритмическое размещение рекламы, или программатик (англ. programmatic advertising) –  способ закупки таргетированной digital-рекламы на большом количестве сайтов в режиме реального времени, который позволяет платить не за весь массив трафика или контента, а только за контакт с конкретным пользователем, входящим в целевую аудиторию рекламодателя. Одна из главных особенностей программатика – оптимизация рекламных кампаний под конкретного пользователя в онлайн-режиме с учетом множества параметров. Эта технология позволяет в режиме реального времени за долю секунды подобрать специальное рекламное объявление для каждого конкретного пользователя с учетом его демографических данных, места жительства, интересов и др. Программатик предполагает полную автоматизацию закупки рекламы, роль человека в этом процессе минимизируется: нет необходимости вести переговоры с разными площадками, достаточно указать основные параметры своей кампании на программатик-платформе.
Программатик сравнивают с контекстной рекламой, однако он работает иначе. Контекстная реклама отталкивается от уже сформированного спроса и работает через ключевые слова. Например, пользователь хочет купить велосипед и набирает в поисковой строке «купить велосипед». В таком случае, контекстная реклама либо появится в результатах поиска, либо в течение некоторого времени после будет попадаться пользователю в виде рекламных баннеров с велосипедами. Программатик же сам формирует спрос. Если пользователь увлекается спортом, программатик предложит ему купить велосипед и будет подталкивать в этом направлении, пока пользователь не будет готов, после чего сработает уже контекстная реклама.

## Модели алгоритмической закупки рекламы
Существует две основных принципиально отличающихся модели программатика: прямые аудиторные сделки и открытый RTB-аукцион. В первом случае используются аудиторные данные, при этом рекламодатель заранее знает список площадок, на которых разместят его рекламу, и цену за размещение. Однако большую популярность приобрела технология продажи и покупки рекламы на основе аукциона в реальном времени – RTB (real-time-bidding).

### Технология RTB
RTB (real-time-bidding) позволяет рекламодателю демонстрировать рекламу не на конкретной площадке, а на разных площадках, но специально отобранной по таргетингу аудитории. При этом рекламодатель платит за контакт с конкретным пользователем, а цена за него назначается автоматически в ходе аукциона.
Можно выделить следующие элементы системы RTB:
DSP (demand side platform) – сторона спроса, система, закупающая трафик. Основные возможности: таргетинг по конкретным сайтам, ключевым словам на страницах, устройствам, географии, браузерам, использование аудиторных сегментов, ремаркетинг, возможность автоматической оптимизации по заданному KPI (CPM, CPC, CPV, CPA). К одной DSP может быть подключено неограниченное количество рекламодателей. Известные DSP: DV360 –DSP от Google, Mediamath, Appnexus, Sizmek.
SSP (supply side platform) – сторона предложения. Аккумулирует трафик множества сайтов и позволяет одновременно подключить их к DSP для продажи трафика. Известные SSP: Google Ad Manager, Appnexus, Between, Mopub, Rubicon.
DMP (data management platform) – платформа управления данными, отвечающая за таргетирование рекламы в программатик-размещениях. Помогает собирать с различных сайтов информацию о пользователях и распределять их по сегментам. Известные DMP: Weborama, Adriver, Aidata, Amberdata, Cleverdata, Bluekai, Lotame.
Ad Exchanges – биржи, которые обеспечивают связь между рекламодателями и рекламными площадками.
Ad Networks – сети, которые позволяют продавать рекламу множеству подключенных площадок.
Trading Desk – платформа, с помощью которой рекламодатели могут настраивать параметры выкупа рекламы и автоматически управлять ими.
Ad Verification & Brand Protection – система, проверяющая рекламу и защищающая бренды от некорректных рекламных объявлений.
Analytics – инструменты статистики, которые отслеживают действия каждого пользователя на сайте.
Торги по технологии RTB происходят следующим образом. Когда пользователь заходит на подключенный к RTB сайт, с помощью SSP сайт сообщает о готовности показать рекламу. В это же время он передает свои технические характеристики (формат доступного рекламного места, адрес страницы и др.) и анонимные данные о пользователе, с помощью которых можно отнести его к определённой социально-демографической группе, выявить его интересы и некоторые другие данные, в том числе уровень дохода. Все эти данные система RTB передает участникам аукциона, после чего DSP системы делают ставки исходя из них и требований рекламодателей, указанных при размещении рекламы. После того, как ставки сделаны, RTB-система выбирает победителя, который получает право показать свою рекламу. Весь процесс торгов в среднем занимает 100 миллисекунд.

### Другие модели программатика
Частная площадка (англ. private marketplace – PMP) — аукционная модель, которая также подразумевает покупки в режиме реального времени, но отличается четкими ценовыми категориями. Она доступна только для приглашенных групп покупателей и характеризуется более высокой ценой показа.
Сделки на частных площадках особенно популярны среди рекламодателей, потому как предоставляют им больше контроля над тем, где размещаются их объявления.
Предпочтительная сделка (англ. preferred deal) — неаукционная модель с фиксированной ценой показа и отсутствием гарантии на продажу инвентаря.
Предпочтительные сделки не предусматривают бронирования инвентаря, они отличаются фиксированной ценой и возможностью для рекламодателей купить показы без борьбы за них на открытом рынке. Для осуществления таких сделок владельцы площадок создают блоки инвентаря с фиксированными, заранее оговоренными ценами, которые доступны рекламодателям за пределами аукционов. Инвентарь, который не удалось продать через Preferred Deals, как правило, затем выставляется на аукцион.
Автоматические прямые закупки (англ. programmatic direct) — неаукционная модель с фиксированной ценой показа и гарантированным выкупом инвентаря.
Programmatic direct является самой быстрорастущей сферой цифрового маркетинга. Прямые продажи обеспечивают владельцам площадок больше контроля над тем, какие рекламодатели покупают у них инвентарь по тем или иным ценовым категориям. Рекламодатели также предпочитают Programmatic за гарантируемую прозрачность, благодаря которой они четко видят инвентарь, который покупают у конкретных издателей. Programmatic direct, как правило, подразумевает сделку, заключенную через соглашение между покупателем и продавцом, но только в автоматическом режиме.

## Каналы для программатик-рекламы
Программатик-реклама не ограничивается одним каналом. Стратегия может быть составлена таким образом, чтобы эффективно объединить различные форматы для достижения максимального охвата, просмотров и результативности.

### Дисплейная реклама
Также известна как баннерная реклама, на данный момент один из наиболее популярных рекламных каналов. Цель дисплейной рекламы – трансляция сообщения, общего или таргетированного, для каждого отдельного посетителя страницы. Такие объявления интерактивны: при нажатии на них пользователь попадает на посадочную страницу или сразу на сайт рекламодателя.

### Видеореклама
Видеореклама не является инновационным форматом, однако появляются новые способы ее использования:
- In-stream-реклама – видео-реклама, которая встроена в видео-контент (например, реклама на YouTube). Продолжительность таких роликов – порядка 30 секунд, иногда пользователь может пропустить ролик спустя некоторое время (10-20 секунд). Такую рекламу делят на прероллы (англ. pre-roll — демонстрируются перед видео), мидроллы (англ. mid-roll — прерывают контент) и построллы (англ. post-roll — демонстрируются после ролика).
- Out-stream-реклама – видео-объявления, встроенные в контент сайта. Они могут либо раскрываться при чтении статьи (in-read), либо находится в специальном слоте для показа баннера (in-display).

### Нативная реклама
Это реклама, которая воспринимается не как рекламное объявление, а как часть сайта. Она учитывает особенности площадки, ее специфику, в результате чего пользователи не распознают нативную рекламу как рекламу и склонны охотнее верить таким объявлениям.

## Сбор информации о пользователях
Цель программатик-рекламы – подобрать наиболее подходящее персонализированное рекламное сообщение для конкретного пользователя. Делается это на основе «цифровых следов». Пользователи оставляют колоссальное количество информации о себе в Сети: когда вводят поисковые запросы, скачивают файлы, осуществляют онлайн-покупки, смотрят видео или читают статьи. Каждое действие, совершенное с определенного cookie-идентификатора, становится частью так называемых больших данных, к которым и обращается система программатика.

### Общественное мнение
С появлением персонализированной рекламы, которая, кажется, предугадывает действия пользователей, многих стал беспокоить вопрос такой «открытости» перед рекламодателем. Людям не нравилось, что их личная информация оказалась практически в открытом доступе в таком количестве. Более того многие не понимали, как работает персонализированная настройка рекламы, и подозревали компании, которые предоставляют данные для программатик-агентств, в слежке за пользователями.

Статья на эту тему под названием «Как реклама преследует нас в Интернете» вышла на сайте издания The Village 8 августа 2016 года. В ней автор объясняет, почему у пользователей создается впечатление, будто за ними следят. Крупные компании, такие как Google и «Яндекс», действительно собирают все данные о своих клиентах, которые можно получить законными способами, а потом продают их программатик-компаниям или напрямую рекламодателям.
Брендам выгодно, если промо увидит нужный человек, а их клиентам — удобно: они получат актуальные для себя предложения.
Также в статье говорят о роли социальных сетей, а в частности Facebook, в персонализированной рекламе. Cookie-идентификатор закреплен за устройством, которым могут пользоваться разные люди, что будет сбивать алгоритм. А профиль в соцсетях, как правило, у каждого свой личный, следовательно, настройка рекламы получается более точной. По задумке программистов Facebook, пользователи должны видеть только те объявления, которая действительно соответствует их интересам и предпочтениям. Таким образом, реклама будет ненавязчивой и органичной.

Тем не менее, даже среди тех, кто понимает принципы работы персонализированной рекламы, есть люди, которые предпочитают не распространять личные данные и хотят скрыть их от Google и «Яндекс». Для них Meduza выпустила соответствующую инструкцию в виде карточек в 2016 году. Случилось это после того, как Google изменил пользовательское соглашение и получил возможность составлять полноценный портрет пользователя для рекламодателя.
Теперь компания сможет построить полноценный портрет пользователя, основываясь не только на своих знаниях о том, какие видео он смотрел, какие письма писал, что искал в интернете, но и на истории посещения страниц, — и все это будет привязано к реальному имени.
Помимо «цифрового следа» источником информации о пользователях могут стать и оффлайн-данные, такие как совершение покупок, посещение ресторанов, кинотеатров, поездки заграницу и др. Однако наличие такой информации в распоряжении программатик-агентств вызывает у пользователей еще больше вопросов. Некоторые предполагают, что компании используют незаконные методы слежки: например, подслушивают личные разговоры граждан через микрофон в смартфоне и ноутбуке или следят через встроенные в устройства камеры.